# Topacio (telenovela)
Topacio es una telenovela venezolana producida y transmitida en 1984 por la cadena RCTV. Es una adaptación, en color, de la telenovela Esmeralda, de la escritora cubana Delia Fiallo, que hiciera la cadena Venevisión en 1970. 
Fue protagonizada por Grecia Colmenares y Víctor Cámara, y con las participaciones antagónicas de Chony Fuentes, Alberto Marín y Nohely Arteaga.

## Argumento
En 1965, Aurelio Sandoval, un rico hacendado dueño de la hacienda "Las Taparitas", situada en Guárico, espera el nacimiento de su primer hijo. Pero Blanca, su esposa, da a luz una niña aparentemente muerta. En secreto, la comadrona Domitila y la nana Eulalia intercambian a la niña por un bebé varón, huérfano de padre, cuya madre ha fallecido en el parto. Sin sospechar nada, Aurelio y Blanca cuidan del pequeño, que recibe el nombre de Jorge Luis. El niño crece rodeado de lujos y comodidades en Caracas, donde estudia Medicina al llegar a la edad adulta. 
En cuanto a la verdadera hija de Aurelio y Blanca, en realidad estaba viva pero completamente ciega, pues Blanca padeció sarampión durante el embarazo. Domitila, que recibió unos aretes de topacios como pago por sus servicios, llama a la niña Topacio. 
Topacio vive en un humilde rancho con Domitila y se cría en el monte como una pequeña salvaje hasta que, siendo una adolescente, el Dr. Martín Buitrago la toma bajo su protección y la lleva a diario a su casa para instruirla, con el propósito de convertirla en su esposa cuando sea adulta. Debido a su ceguera, Topacio ignora que Martín quedó desfigurado al salvarla de un incendio en el rancho y se ha obsesionado con ella. 
La familia Sandoval, incluido Jorge Luis, regresa al pueblo después de veinte años y conoce a Topacio. A pesar de estar comprometido con su prima, Yolanda, Jorge Luis se enamora de Topacio. Por su parte, Yolanda, ajena a todo, se enamora de un peón llamado Evelio Mercedes; sin embargo, Hilda, la madre de Yolanda, se opone a la relación entre ambos porque las dos están arruinadas y la única solución para conservar su posición es un matrimonio entre Yolanda y Jorge Luis.
A pesar de la oposición de su familia (sobre todo, de su padre), Jorge Luis rompe su compromiso con su prima para casarse con Topacio y vivir juntos en la capital. Sospechando que la ceguera de Topacio tiene cura, Jorge Luis se la lleva a Caracas para que la examine un colega suyo especializado en Oftalmología, el Dr. Daniel Andrade, que le confirma sus sospechas.  
Tras regresar a Guárico, los dos enamorados se casan en secreto aprovechando que Aurelio está ausente. Después de la noche de bodas, Jorge Luis lleva a Topacio a la mansión familiar y la deja sola mientras se ausenta unos días. Sin embargo, Aurelio regresa antes que su hijo; sabedor de los sentimientos del Dr. Buitrago por Topacio, Aurelio se lleva a la fuerza a la joven a la casa del médico, quien encierra a Topacio en una habitación y le recrimina que ella le pertenece porque él quedó desfigurado al salvarla del fuego. Al tocar las cicatrices de su cara, Topacio se desmaya de terror; cuando recupera la consciencia, Martín le hace creer que la ha violado mientras estaba inconsciente.  
Mientras tanto, Eulalia, quien ya había reconocido los aretes de Topacio, le cuenta toda la verdad a Blanca. Jorge Luis regresa y se enfrenta a su padre, pero él se niega a decir dónde ha llevado a Topacio hasta que Eulalia decide confesar toda la verdad. Jorge Luis rescata a su esposa, pero el Dr. Buitrago le amenaza y le advierte de que Topacio volverá a él por su propia voluntad. 
Jorge Luis pasa unos días de incertidumbre y confusión al enterarse de su verdadero origen, mientras que Topacio no se atreve a contarle lo que cree que ha sucedido en la casa del médico; sin embargo, pronto descubre que está embarazada. Temiendo que el hijo sea de Martín, Topacio decide huir, pero Jorge Luis no tarda en encontrarla y ella se ve obligada a confesarle lo ocurrido. Llevado por el orgullo y los celos, Jorge Luis obliga a su esposa a elegir entre su hijo o él; ella escoge al niño, y él la abandona. 
Topacio huye con Domitila a Caracas; las dos mujeres encuentran refugio en la pensión de la familia de señor Nicoménez, y finalmente Topacio da a luz sola a su hijo. Después de un tiempo, Topacio decide operarse de la vista y acude a la clínica oftalmológica del Dr. Andrade, a quien propone que la opere a cambio de prestarle posteriormente sus servicios como asistente. Daniel, quien se enamora profundamente de Topacio, acepta la propuesta; la operación es un éxito, y Topacio comienza a trabajar para el médico, sin confesarle que tiene un hijo. Sin embargo, Daniel no tarda en descubrir la verdad, y Topacio acaba por contarle todo. Entretanto, la familia Sandoval regresa a Caracas. Aurelio, lleno de remordimientos por todas sus malas acciones, decide reconocer a Topacio como su hija legítima.
Por otro lado, Daniel consigue un trabajo como enfermera para Topacio en el mismo hospital en el que trabaja él, sin saber que también Jorge Luis ha empezado a trabajar allí como médico residente. En un primer momento, Topacio no lo reconoce (pues nunca había visto su rostro), pero pronto escucha su voz, y lo rechaza.  
Durante el tiempo que Jorge Luis y Topacio estuvieron separados, él inició una relación amorosa con Valeria Rangel, una escultora hija de un prestigioso cirujano plástico, el Dr. Francisco Rangel, quien toma a Jorge Luis como discípulo. Temerosa de perder el amor de Jorge Luis cuando descubre que Topacio trabaja en el mismo hospital, Valeria informa a Martín (quien es un viejo amigo del Dr. Rangel) sobre el paradero de Topacio. El Dr. Buitrago, comienza a acosar despiadadamente a la joven, a la que amenaza con quitarle al niño si ella no accede a casarse con él.
Para separar a Jorge Luis de su antiguo amor, Valeria convence a su padre para operar a Martín y eliminar las cicatrices de su cara. A espaldas de Jorge Luis, Martín ingresa en el hospital para someterse a la operación, pero el Dr. Rangel muere durante el procedimiento y Jorge Luis, de guardia ese día, se ve obligado a terminar la operación. Después de librarse de sus cicatrices, Martín está convencido de que ahora le será más fácil conquistar a Topacio; sin embargo, durante una discusión con ella, sufre un ataque al corazón. De nuevo es Jorge Luis quien lo atiende, pero no consigue salvarle la vida; a solas con él, Martín le confiesa toda la verdad a Jorge Luis. La pareja se reconcilia definitivamente.

## Reparto
- Grecia Colmenares como Topacio Sandoval
- Víctor Cámara como Jorge Luis Sandoval
- Amalia Pérez Díaz como Domitila "Mamá Tila"
- Carlos Márquez como Don Aurelio Sandoval
- Cecilia Villarreal como Doña Blanca de Sandoval
- Henry Zakka como Dr. Daniel Andrade
- Mahuampi Acosta como Doña Eulalia "Lala"
- Carlos Cámara Jr. como Cirilo.
- Jeannette Rodríguez como Yolanda Sandoval
- Pedro Lander como Evelio Mercedes Montero
- Alberto Álvarez como Indio Caraballo
- Nohely Arteaga como Valeria Rangel
- Arturo Calderón como Tío Fermín
- Carolina Cristancho como Judith
- Zoe Ducós como Sor Piedad
- Freddy Escobar como Dr. Humberto Guzmán
- Lino Ferrer como Alberto.
- Chony Fuentes como Hilda Vda. de Sandoval
- Alberto Marín como Dr. Martín Buitrago
- Rosario Prieto como Doña Pura
- Lourdes Valera como Violeta Montero
- Carlos Villamizar como Don Concepción Montero
- Carlos Montilla como Rafaelote
- Carlos Fraga como Jairo
- Olga Rojas como Yumara "La Bruja"
- Soraya Sanz como Coralina
- Sebastián Falco como Jairo
- Zuleima González como Purita Josefina
- Ileana Jacket como Carmen Julia
- América Barrios como Doña Hortensia Vda. de Andrade
- Dante Carlé como Dr. Francisco Rangel
- William Bracamonte como Dr. Estrada
- Petite Kutlesa como Petit
- William Cartaya como Félix
- Juan Frankis como Don Nicomedes
- Pablo Gil como  Don Crisancho Vargas
- Martha Pabón como Esther
- Miguel Alcántara como Dr. Víctor Pérez
- Pedro Espinoza como Lic. Joaquín Machado
- Lourdes Medrano como Doctora
- Kiko Fonseca como Sacerdote
- Julio Capote como Dr. Peralta
- Carlos Flores como Recepcionista de Hotel
- Humberto Tancredi como Dr. Salazar
- Reina Hinojosa como Nelly
- Gledys Ibarra como Paciente
- Dalila Colombo como Zoila
- Osvaldo Paiwa como  Dr. Fuentes
- Johnny Carvajal como Pediatra
- Jenny Noguera como Cachita
- Bárbara Mosquera como Ligia Salazar
- Lucía Goncalves

## Versiones
- Esmeralda (1970), producida por Venevisión (Venezuela) de la mano de José Enrique Crousillat, dirigida por Grazio D'Angelo y protagonizada por Lupita Ferrer y José Bardina.

- Esmeralda (1997), producida por Televisa de (México) de la mano de Salvador Mejía, dirigida por Beatriz Sheridan y protagonizada por Leticia Calderón y Fernando Colunga. Está entre las telenovelas latinoamericanas más vendidas en el mundo.

- Esmeralda (2004-2005), producida por SBT (Brasil) de la mano de Carmen Busana, dirigida por Jacques Lagôa, Henrique Martins y Luiz Antônio Piá y protagonizada por Bianca Castanho y Claudio Lins.

- Sin tu mirada, hecha por Televisa en 2017, producida por Ignacio Sada Madero, protagonizada por Claudia Martín y Osvaldo de León.

## Premios
De acuerdo con IMDb, Topacio recibió el premio Telegatto en Italia en 1990. Grecia Colmenares también recibió la nominación a mejor actriz en los galardones TP de Oro de España en 1991. En 1993, la telenovela también fue nominada a Melhor Novela en el Troféu Imprensa de Brazil.